# Tadeusz Ślipko

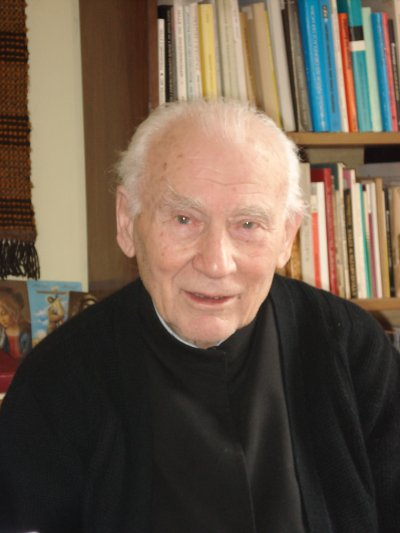
Tadeusz Ślipko

Tadeusz Tomasz Ślipko (* 18. Januar 1918 in Stratyn, damals Polen, heute Ukraine; † 1. Mai 2015 in Krakau) war polnischer Jesuit und katholischer Philosoph.

## Leben
Er studierte an der Universität Lwiw (1937–1939). 1939 trat er in die Gesellschaft Jesu ein und absolvierte ein zweijähriges Noviziat in Stara Wieś bei Krosno. Er studierte von 1941 bis 1944 Philosophie an der Jesuitenfakultät für Philosophie in Krakau (wegen des Zweiten Weltkrieges vorübergehend nach Nowy Sącz verlegt) und von 1944 bis 1948 Theologie an der Bobolanum Jesuitenfakultät für Theologie in Warschau. Er wurde 1947 zum Priester geweiht. Er studierte Ethik und Soziologie an der Jagiellonen-Universität (1948–1952) und promovierte dort.
Ślipko war Dozent für Ethik an der Jesuitenfakultät für Philosophie in Krakau (1948–1968), an der Päpstlichen Theologischen Fakultät in Krakau (1963–1975) und an der Fakultät für Christliche Philosophie der Akademie für Katholische Theologie in Warschau (1965–1988), wo er seine Habilitation (1967) erhielt, wurde ordentlicher Professor (1982).
Tadeusz Ślipko verstarb 2015 im Alter von 97 Jahren.

## Schriften (Auswahl)
- Die marxistische Morallehre und Probleme der polnischen Gesellschaft der 70er und 80er Jahre. Köln 1990.
- Granice życia. Dylematy współczesnej bioetyki. Kraków 1994, ISBN 8370970427.
- Etyczny problem samobójstwa. Kraków 2008, ISBN 8392726715.
- Bioetyka. Najważniejsze problemy. Kraków 2012, ISBN 8377201410.